# 경서대로
경서대로(Gyeongseo-daero Road, 慶西大路)는 전라남도 광양시 다압면 신원삼거리와 경상남도 진주시 내동면 내동 교차로를 잇는 도로이다. 일부 구간이 국도 제2호선으로 지정되어 있다. 경상남도의 서부 지역을 잇는 도로라 하여 경서대로로 명명되었다.

## 역사
- 2009년 7월 10일 : 2개 이상 시·도에 걸쳐 있는 도로로 경서대로를 고시[1]

## 주요 경유지
전라남도
- 광양시 다압면

경상남도
- 하동군 (하동읍 - 적량면 - 횡천면 - 양보면) - 사천시 곤명면 - 진주시 내동면

## 노선
| 이름                 | 접속 노선                                                 | 소재지                                           | 소재지                                   | 비고                                                         |
| 섬진강매화로와 직결  | 섬진강매화로와 직결                                       | 섬진강매화로와 직결                              | 섬진강매화로와 직결                      | 섬진강매화로와 직결                                          |
| -------------------- | --------------------------------------------------------- | ------------------------------------------------ | ---------------------------------------- | ------------------------------------------------------------ |
| 신원삼거리           | 지방도 제861호선 (신원길)                                 | 광양시                                           | 다압면                                   | 국가지원지방도 제58호선 구간                                 |
| 섬진교               |                                                           | 광양시                                           | 다압면                                   | 국가지원지방도 제58호선 구간                                 |
| 하동군               | 하동읍                                                    |                                                  |                                          | 국가지원지방도 제58호선 구간                                 |
| 하동군               | 하동읍                                                    | 섬진교사거리                                     | 국도 제19호선 국도 제59호선 (섬진강대로) | 국도 제19호선 구간 국가지원지방도 제58호선 구간              |
| 하동군               | 하동읍                                                    | 하동 회전교차로                                  | 군청로 시장1길 향교1길                   | 국도 제19호선 구간 국가지원지방도 제58호선 구간              |
| 하동군               | 하동읍                                                    | 하동시외버스터미널                               | 국도 제19호선 (중앙로)                   | 국도 제19호선 구간 국가지원지방도 제58호선 구간              |
| 하동군               | 하동읍                                                    | 하산회전 교차로                                  | 산복2길 너뱅이길                         | 국가지원지방도 제58호선 구간                                 |
| 하동군               | 하동읍                                                    | 비파삼거리                                       | 하동군도 제7호선 (공설운동장로)          | 국가지원지방도 제58호선 구간                                 |
| 하동군               | 두전교                                                    |                                                  | 적량면                                   | 국가지원지방도 제58호선 구간                                 |
| 하동군               | 적량면삼거리                                              | 적량로                                           | 적량면                                   | 국가지원지방도 제58호선 구간                                 |
| 하동군               | 동산리                                                    | 대티길                                           | 적량면                                   | 국가지원지방도 제58호선 구간                                 |
| 하동군               | 적량 교차로                                               | 국도 제2호선 국도 제59호선 (충무공로)            | 적량면                                   | 국가지원지방도 제58호선 구간                                 |
| 하동군               | (마치)                                                    | 중마길                                           | 적량면                                   | 국가지원지방도 제58호선 구간                                 |
| 하동군               | 중남교                                                    | 삼화실로                                         | 횡천면                                   | 국가지원지방도 제58호선 구간                                 |
| 하동군               | 횡천교                                                    | 횡보길                                           | 횡천면                                   | 국가지원지방도 제58호선 구간                                 |
| 하동군               | 횡천삼거리                                                | 지방도 제1003호선 (문화3길) 횡천강변길           | 횡천면                                   | 국가지원지방도 제58호선 구간 지방도 제1003호선 구간          |
| 하동군               | 횡천리                                                    | 청학로                                           | 횡천면                                   | 국가지원지방도 제58호선 구간 지방도 제1003호선 구간          |
| 하동군               | 횡계사거리                                                | 국도 제2호선 국도 제59호선 (충무공로) 횡천강변길 | 횡천면                                   | 국도 제59호선 구간 지방도 제1003호선 구간 횡천 교차로와 연결 |
| 하동군               | 대덕삼거리                                                | 국도 제59호선 (돌고지로)                         | 횡천면                                   | 국도 제59호선 구간 지방도 제1003호선 구간                    |
| 하동군               | 대덕교                                                    |                                                  | 횡천면                                   | 지방도 제1003호선 구간                                       |
| 하동군               | 감당삼거리                                                | 지방도 제1003호선 (진양로)                       | 양보면                                   | 지방도 제1003호선 구간                                       |
| 하동군               | 구정삼거리                                                | 서비길                                           | 양보면                                   |                                                              |
| 하동군               | 황토재                                                    |                                                  | 양보면                                   |                                                              |
| 하동군               | 북천면                                                    |                                                  |                                          |                                                              |
| 하동군               | 방화사거리                                                | 국도 제2호선 (충무공로)                          |                                          |                                                              |
| 하동군               | 직전교                                                    | 직전1길                                          |                                          |                                                              |
| 하동군               | 직전리                                                    | 지방도 제1005호선 (곤북로)                       | 지방도 제1005호선 구간                   |                                                              |
| 하동군               | 북천코스모스 교차로                                       | 국도 제2호선 (충무공로)                          | 지방도 제1005호선 구간                   |                                                              |
| 하동군               | 대야교                                                    | 지방도 제1005호선 (옥단로)                       | 지방도 제1005호선 구간                   |                                                              |
| 원전 교차로 (원전교) | 국도 제2호선 (충무공로) 국가지원지방도 제58호선 (곤명1로) | 사천시                                           | 곤명면                                   | 국도 제2호선 구간 진주 방면 진입 불가 광양 방면 진출 불가    |
| 봉계 교차로          | 곤명1로                                                   | 사천시                                           | 곤명면                                   | 국도 제2호선 구간 진주 방면 진출 불가 광양 방면 진입 불가    |
| 오랑 교차로 (오랑교) | 오랑길                                                    | 사천시                                           | 곤명면                                   | 국도 제2호선 구간 진주 방면 진출 불가 광양 방면 진입 불가    |
| 송림1교 송림2교      |                                                           | 사천시                                           | 곤명면                                   | 국도 제2호선 구간                                            |
| 새동 교차로 (새동교) | 묵성로                                                    | 사천시                                           | 곤명면                                   | 국도 제2호선 구간 진주 방면 진입 불가 광양 방면 진출 불가    |
| 매화 교차로 (매화교) | 곤명1로 작팔길                                            | 사천시                                           | 곤명면                                   | 국도 제2호선 구간 진주 방면 진출 불가 광양 방면 진입 불가    |
| 정곡 교차로          | 지방도 제1001호선 (곤수로) (흥신로)                       | 사천시                                           | 곤명면                                   | 국도 제2호선 구간                                            |
| 완사역 교차로        |                                                           | 사천시                                           | 곤명면                                   | 국도 제2호선 구간                                            |
| 완사교               |                                                           | 사천시                                           | 곤명면                                   | 국도 제2호선 구간                                            |
| 연평 교차로          | 연평길                                                    | 사천시                                           | 곤명면                                   | 국도 제2호선 구간                                            |
| 내평 교차로          | 내축로577번길                                             | 사천시                                           | 곤명면                                   | 국도 제2호선 구간                                            |
| 솔티교 양지교 정동교 |                                                           | 진주시                                           | 내동면                                   | 국도 제2호선 구간                                            |
| 정동 교차로          | 내축로577번길                                             | 진주시                                           | 내동면                                   | 국도 제2호선 구간 진주 방면 진출입만 가능                    |
| 마동교               | 지방도 제1049호선 (내축로)                                | 진주시                                           | 내동면                                   | 국도 제2호선 구간 진주 방면 진출 불가 광양 방면 진입 불가    |
| 배양교               | 내축로                                                    | 진주시                                           | 내동면                                   | 국도 제2호선 구간 진주 방면 진출 불가 광양 방면 진입 불가    |
| 삼계교               | 삼계로                                                    | 진주시                                           | 내동면                                   | 국도 제2호선 구간                                            |
| 삼계 교차로          | 삼계로 칠봉산길                                           | 진주시                                           | 내동면                                   | 국도 제2호선 구간                                            |
| 산기 교차로 (산기교) | 칠봉산길                                                  | 진주시                                           | 내동면                                   | 국도 제2호선 구간 광양 방면 진출만 가능                      |
| 모산 교차로 (모산교) | 산유로 칠봉산길                                           | 진주시                                           | 내동면                                   | 국도 제2호선 구간                                            |
| 나동교               |                                                           | 진주시                                           | 내동면                                   | 국도 제2호선 구간                                            |
| 내동 교차로          | 국도 제2호선 국도 제3호선 국도 제33호선 (순환로)          | 진주시                                           | 내동면                                   | 국도 제2호선 구간                                            |

## 주요 건물 및 시설
- 하동도서관 (경상남도 하동군 하동읍 경서대로 80)
- 한국전력공사 하동지사 (경상남도 하동군 하동읍 경서대로 83)
- 하동고등학교 (경상남도 하동군 하동읍 경서대로 84)
- 국민건강보험공단 하동남해지사 (경상남도 하동군 하동읍 경서대로 114)
- 하동경찰서 (경상남도 하동군 하동읍 경서대로 139)
- 구 하동역 (경상남도 하동군 하동읍 경서대로 236)
- 횡천초등학교 (경상남도 하동군 횡천면 경서대로 1117)
- 횡천면사무소 (경상남도 하동군 횡천면 경서대로 1175-3)
- 하동횡천우체국 (경상남도 하동군 횡천면 경서대로 1177)
- 횡천중학교 (경상남도 하동군 횡천면 경서대로 1189)
- 횡천파출소 (경상남도 하동군 횡천면 경서대로 1207)
- 방화보건진료소 (경상남도 하동군 북천면 경서대로 2015-1)
- 신흥초등학교 (폐교, 경상남도 하동군 북천면 경서대로 2087)
- 구 북천역 (경상남도 하동군 북천면 경서대로 2446-6)
- 하동북천우체국 (경상남도 하동군 북천면 경서대로 2448)
- 북천치안센터 (경상남도 하동군 북천면 경서대로 2450)
- 북천면사무소 (경상남도 하동군 북천면 경서대로 2451)
- 북천보건지소 (경상남도 하동군 북천면 경서대로 2455)
- 사천곤명우체국 (경상남도 사천시 곤명면 경서대로 3421)
- 완사역 (경상남도 사천시 곤명면 경서대로 3435)